# Prêmio TVZ 1995
O Prêmio TVZ 1995 foi a segunda edição da premiação realizada pelo canal de televisão Multishow. Ocorreu em 31 de maio de 1995 e foi realizado pela primeira vez no Ballroom, Rio de Janeiro. Esta edição foi apresentada pelo jornalista Mylena Ciribelli.
Em 1998, passar a se chamar Prêmio Multishow de Música Brasileira.

## Vencedores
| Categoria      | Vencedor                   | Indicados | Ref.        |
| -------------- | -------------------------- | --------- | ----------- |
| Melhor Cantor  | Lulu Santos                | —         | [ 6 ] [ 2 ] |
| Melhor Cantora | Daniela Mercury            | —         | [ 6 ] [ 2 ] |
| Melhor Clipe   | "É Proibido Fumar" — Skank | —         | [ 6 ] [ 2 ] |
| Melhor Grupo   | Skank                      | —         | [ 6 ] [ 2 ] |
| Revelação      | Banda Mel                  | —         | [ 6 ] [ 2 ] |